# Cavasso Nuovo
Die Gemeinde Cavasso Nuovo (furlanisch Cjavàs) liegt in Nordost-Italien in der Region Friaul-Julisch Venetien. Sie liegt nördlich von Pordenone und hat 1496 Einwohner (Stand 31. Dezember 2023).
Die Gemeinde umfasst neben dem Hauptort Cavasso Nuovo eine weitere Ortschaft, Orgnese. Die Nachbargemeinden sind Arba, Fanna, Frisanco, Meduno und Sequals.
Der Haltepunkt Fanna-Cavasso liegt an der Bahnstrecke Gemona del Friuli–Sacile.